# Adrienne Clarkson
Adrienne Louise Clarkson Poy (Hong Kong, 10 febbraio 1939) è una giornalista e politica hongkonghese naturalizzata canadese, governatore generale del Canada dal 1999 al 2005.

## Biografia
Adrienne Clarkson è stata il 26º Governatore Generale del Canada, prima di origine straniera (quindi non nata in territorio canadese) dal 7 ottobre 1999 al 27 settembre 2005.
Giunse in Canada come profuga di guerra nel 1942 a causa della seconda guerra mondiale, con nient'altro che la propria valigia. Attualmente vive a Toronto.
I suoi antenati rivendicano origini dal popolo degli Hakka, nella città-distretto cinese di Taishan. Fu da lì che alla fine del XIX secolo suo nonno paterno emigrò in Australia nella cittadina di Chiltern.
Durante gli anni Novanta ha scritto e prodotto alcuni film, come Artemisia, sulla vita della pittrice italiana Artemisia Gentileschi.